# Гайнц Кесслер
}}
Гайнц Кесслер (26 січня 1920 — 2 травня 2017) — німецький комуністичний політик і військовий.
Його кар'єра в армії почалася, коли він був призваний до вермахту, збройних сил нацистської Німеччини, під час Другої світової війни. Через свої комуністичні переконання він дезертирував з Вермахту і воював за Радянський Союз на Східному фронті. Після повернення до Східної Німеччини він вступив на службу в Національну народну армію (Nationale Volksarmee) після її створення в 1956 році. Пізніше він був міністром оборони НДР у званні генерала армії, членом Політбюро Центрального комітету. Соціалістичної єдиної партії Німеччини (СЄПН), депутат Народної палати (парламенту) НДР.
Засуджений за участь у вбивстві перебіжчиків уздовж Берлінської стіни, після возз’єднання Німеччини він був засуджений до семи з половиною років ув’язнення та відбував покарання у в’язниці Гакенфельде. Він був звільнений з в'язниці в 1998 році, відсидівши лише два роки.

## Біографія

### Раннє життя
Кесслер народився в комуністичній родині в Лаубані, Нижня Сілезія, і виріс у Хемніці. У віці 6 років він приєднався до «Червоних піонерів», молодіжної організації Комуністичної партії Німеччини (KPD), а в 10 років — до Союзу «Юний Спартак». Пізніше вчився на моторного механіка.

### Військова кар'єра
Призваний до вермахту в 1940 році, він дезертирував і втік до радянської Червоної армії через три тижні після вторгнення Німеччини в СРСР і воював за Радянський Союз до кінця війни. Після його дезертирства він був заочно засуджений до смертної кари військовим трибуналом, а його мати була заарештована та ув'язнена в концентраційному таборі Равенсбрюк. Він не побачить її знову до червня 1945 року, невдовзі після закінчення війни, під час зустрічі, яку він вважав «одним із найбільш насичених подіями та прекрасних днів» у своєму житті.
Після повернення до Німеччини в 1945 році Кесслер приєднався до КПГ в радянській окупаційній зоні, яка об'єдналася з Соціал-демократичною партією (СДПН) в радянській зоні в 1946 році, щоб сформувати СЄПН. Також у 1946 році Кесслер став членом ЦК СЄПН.
У 1956 році він був призначений начальником ВПС і протиповітряної оборони (Luftstreitkräfte/Luftverteidigung) NVA, а в 1957 році – заступником міністра оборони. У 1967 році він став начальником Головного штабу NVA (Hauptstab – Генеральний штаб). звання генерал-полковника (генерал-оберст). Одночасно він також став членом Військової ради Об’єднаного верховного командування країн Варшавського договору.
3 грудня 1985 року Кесслер був підвищений з начальника Головного політичного управління (Chef der Politischen Hauptverwaltung) NVA до міністра оборони (у званні генерала армії) після того, як його попередник, генерал армії Хайнц Хоффманн, помер від серцевого нападу.

### Засудження та позбавлення волі
У 1991 році, після об'єднання Німеччини, Кесслера заарештували після того, як поліція отримала інформацію про те, що Кесслер намагатиметься втекти з країни під виглядом радянського офіцера. Німецька поліція заблокувала аеродром Шперенберга, щоб запобігти втечі Кесслера, але пізніше заарештувала його в Берліні після того, як він змінив замок у його будинку та повідомив, що він може отримати свої ключі в місцевій поліцейській дільниці.
Його судили в німецькому суді за підбурювання до умисного вбивства, за його роль у смерті людей, які намагалися втекти з НДР між 1971 і 1989 роками. 16 вересня 1993 року Кесслера визнали винним у ненавмисному вбивстві та засудили до семи і півтора роки в'язниці.
Кесслер подав апеляцію до Європейського суду з прав людини, стверджуючи, що його дії відповідали законодавству НДР і спрямовані на збереження існування НДР. Однак його апеляцію було відхилено переважно на тій підставі, що політика НДР порушувала міжнародні права людини.
Кесслер відбував покарання у в'язниці Берлін-Гакенфельде з листопада 1996 по жовтень 1998 року і був звільнений достроково.
Кесслер був виключений з Партії демократичного соціалізму (SED) у 1990 році. У 2009 році він приєднався до Комуністичної партії Німеччини (DKP). Він був невдалим кандидатом від DKP на виборах до землі Берлін у 2011 році. Кесслер помер 2 травня 2017 року у віці 97 років.